# Philipp Dulichius
Philipp Dulichius (auch Deulich, Deilich, Teilich, Dulich, Dulichs) (* 18. Dezember 1562 in Chemnitz; † 24. Märzjul. / 3. April 1631greg. in Stettin) war ein deutscher Komponist.

## Leben
Philipp Dulichius war der Sohn des Tuchmachers, Ratsherren und mehrfachen Bürgermeisters Caspar Deulich aus Chemnitz. Von seiner Studienzeit ist nur mit Sicherheit bekannt, dass er 1579 in der Universität Leipzig eingeschrieben war. Im Jahr 1587 trat er eine Stellung als Kantor am Fürstlichen Pädagogium in Stettin an. Ab 1618 ist der Titel Professor belegt. Er war für die Kirchenmusik in der Stettiner Marienkirche, die musikalische Ausbildung der Gymnasiasten und die Musik am Hof der pommerschen Herzöge zuständig. Nach 43 Dienstjahren legte er Ende 1630 sein Amt nieder. Die Stettiner Marienkirche, in welcher er bestattet wurde, brannte 1789 ab und wurde nicht wieder aufgebaut.
Philipp Dulichius hat 232 kunstvolle und klangschöne Motetten komponiert, die zu seinen Lebzeiten europaweite Verbreitung gefunden hatten, heute aber auf eine Wiederbelebung warten.

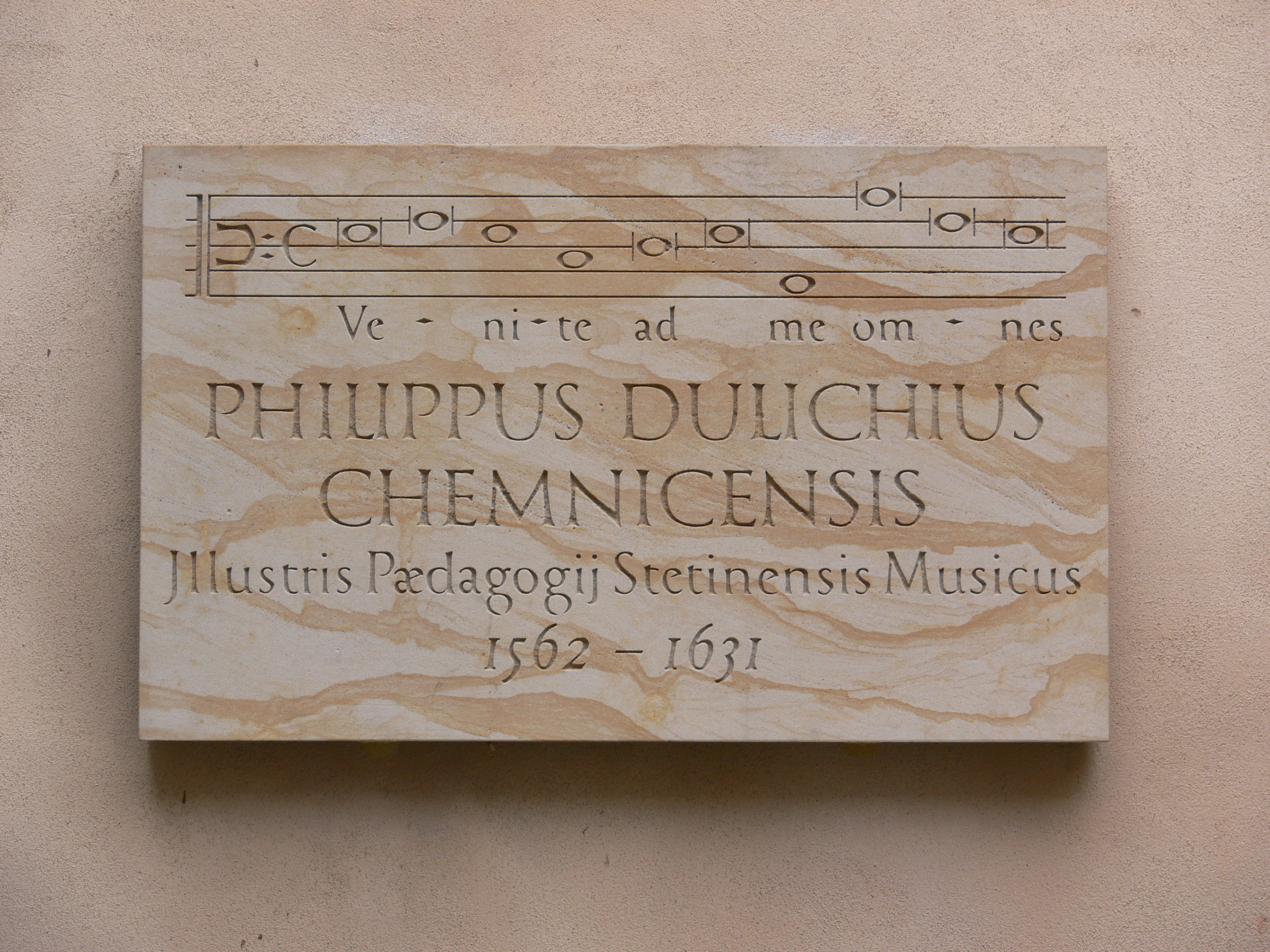
Gedenktafel an der Jakobikirche in Chemnitz

Anlässlich der Heinrich-Schütz-Tage im September 2004 in Greifswald war er Thema des Vortrags „Philipp Dulichius – Kantor an St. Marien und am Fürstlichen Pädagogium Stettin 1587–1631“.
In Dulichius' Geburtsstadt Chemnitz wurde im November 2008 eine Gedenktafel an der Jakobikirche angebracht.

## Diskografie
- Ensemble Amarcord – Nun komm der Heiden Heiland (9. Pastores loquebantur inter se), Raumklang Records, RKap 10205
- Ensemble Villancico – The Källunge Codex 1622 (1. Exultate justi in Domino), Sjelvar Records HB, SJECD 19
- Ensemble Weser-Renaissance Bremen – Festive Hanseatic Music (7. Omnis caro ut foenum, 8. Da pacem Domine), CPO Records, CPO 999782
- Ensemble Weser-Renaissance Bremen – The Spirit of the Renaissance (13. Gloria Patri qui creavit nos), CPO 999294
- Ensemble Weser-Renaissance Bremen – 18 Motetten, CPO 777 352-2